# Praça de Touros da Chamusca
A Praça de Touros da Chamusca é uma praça de toiros situada na vila da Chamusca, em Portugal. Inaugurada em 1919, tem a classificação administrativa de 3ª Categoria e uma lotação de 3.300 lugares. Esta praça, um dos edifícios mais emblemáticos da vila, pertence desde 1922 à Santa Casa da Misericórdia da Chamusca.

## História
A actual praça teve numerosos antecedentes. De facto, a Chamusca é uma vila de fortes e antigas tradições tauromáquicas, remontando a primeira corrida de touros de que há registo na vila a 1785, por ocasião do casamento das Senhoras Infantas. As corridas surgiam sempre associadas a festividades, principalmente às Festas do Espírito Santo, que antigamente se realizavam na vila. A primeira praça estava instalada no Largo João de Deus, onde actualmente se encontra o Jardim do Coreto. Há ainda registos de praças no Largo do Arneiro (actualmente Largo Conde Ferreira) e no Arneiro do Cid.
Esta praça começou a ser construída em 1917, no local em que já teria existido uma outra mais rudimentar. A iniciativa da sua construção fica a dever-se sobretudo à acção de Alberto Frederico Empis, tendo os fundos empregues resultado de uma subscrição pública. Esta recolha de fundos contou com o apoio financeiro dos ganadeiros locais, tendo ainda sido utilizada a mão-de-obra gratuita de muitos pedreiros. De resto, quase todos os chamusquenses contribuíram para a construção da praça, muitos deles, porque mais não tinham, contribuindo com dias de trabalho não remunerado.
A praça é finalmente inaugurada às 3 horas da tarde do dia 3 de Agosto de 1919, por entre o estalejar ensurdecedor de foguetes e morteiros, com uma corrida em que participaram os cavaleiros Roberto de Vasconcelos, Alexandre de Mascarenhas e Francisco Barreiros, os bandarilheiros Eduardo Perestrelo, Carlos de Mascarenhas, Francisco de Oliveira, Gama Lobo, Pedro de Bragança, João de Mascarenhas e Rafael Gonçalves, e os forcados António Abreu, António Serra e Moura, Arnaldo de Araújo, Benjamim Jardim, José Maria Antunes, Hilário Barreiros e José Maria de Mendonça Pedroso, sendo os touros da ganadaria de Norberto Pedroso.
Em 13 de Janeiro de 1922 a comissão constructora ofereceu a praça à Santa Casa da Misericórdia da Chamusca.

## Descrição
O edifício apresenta uma arquitectura revivalista, num estilo com influências neo-árabes. Estas características estão bem patentes nos azulejos que guarnecem os muretes e a parede da fachada principal, com motivos geométricos, e nos merlões recortados que orlam todo o corpo da praça. Um outro painel de azulejos, representado a cabeça de um touro e com a inscrição “Praça de Touros 1919”, encima a porta monumental. Também as portas de acesso aos curros, aos camarotes, às bancadas e à sombra são encimadas por painéis de azulejo. O projecto da fachada da praça foi da autoria do Arquitecto Carlos Augusto Pedroso.